# Горлово (Чухломский район)
Горлово — деревня в Чухломском муниципальном районе Костромской области. Входит в состав Петровского сельского поселения

## География
Находится в северной части Костромской области на расстоянии приблизительно 21 км на восток-северо-восток по прямой от города Чухлома, административного центра района на правобережье реки Вига.

## История
Деревня была нанесена на карту 1840 года. В 1858 году принадлежало подпоручику Н. П. Лермонтову, родственнику поэта. В 1872 году здесь было учтено 24 двора, в 1907 году —26.

## Население
Постоянное население составляло 100 человек (1872 год), 100 (1897), 96 (1907), 5 в 2002 году (русские 100 %), 2 в 2022.